# Lista över fornborgar på Öland
Lista över de 21 fornborgar, eller möjliga fornborgar, på Öland som upptas i Fornminnesregistret. 
| Namn              | Koordinat                                     | RAÄ-nummer   | bild | Kommentar |
| ----------------- | --------------------------------------------- | ------------ | ---- | --- |
| Gråborg           | 56°39′59″N 16°36′14″Ö / 56.66642°N 16.60399°Ö | 16:1         |      | Den till ytan största fornborgen på Öland undantaget Sörby borg.                                                                                        |
| (Kvigerälla)      | 56°42′13″N 16°32′48″Ö / 56.7037°N 16.54654°Ö  | 3:1          |      | Eventuellt en fornborg. Inventeringsbok 1 har strukit över "Fornborg?" och nämner befäst anläggning.                                                    |
| (Brostorp)        | 56°42′49″N 16°32′12″Ö / 56.71355°N 16.53673°Ö | 101:1        |      | Kanske rest av fornborg. |
| Stackdankehorva   | 56°42′17″N 16°33′25″Ö / 56.70459°N 16.55702°Ö | 112:1        |      | Möjligen fornborg |
| Eketorps borg     | 56°17′44″N 16°29′10″Ö / 56.29555°N 16.48617°Ö | 45:1         |      | En folkvandingstida tillflyktsborg som delvis återuppbyggts som museum.                                                                                 |
| Högkullbacken     | 56°37′13″N 16°38′06″Ö / 56.62019°N 16.63493°Ö | 16:1         |      | |
| Triberga borg     | 56°28′18″N 16°33′44″Ö / 56.47153°N 16.56212°Ö | 20:1         |      | |
| (Binnerbäck)      | 57°12′09″N 16°59′28″Ö / 57.20252°N 16.99107°Ö | 22:1         |      | |
| Vedby borg        | 57°12′39″N 16°59′25″Ö / 57.21088°N 16.99015°Ö | 23:1         |      | |
| Mossberga borg    | 56°46′56″N 16°36′00″Ö / 56.78218°N 16.60013°Ö | 84:1         |      | |
| (Nedra Vannborga) | 56°54′36″N 16°44′34″Ö / 56.91007°N 16.74275°Ö | 92:1         |      | Snarare befäst anläggning |
| Hässleby borg     | 56°54′20″N 16°45′53″Ö / 56.90554°N 16.76479°Ö | 111:1        |      | |
| Ismantorps borg   | 56°44′44″N 16°38′34″Ö / 56.74544°N 16.64268°Ö | 30:1         |      | |
| Trindborgen       | 56°55′08″N 16°51′07″Ö / 56.91876°N 16.85204°Ö | 29:1         |      | |
| Bårby borg        | 56°30′08″N 16°25′32″Ö / 56.50231°N 16.42551°Ö | 17:1         |      | |
| Bostorps borg     | 56°38′17″N 16°36′00″Ö / 56.63814°N 16.60009°Ö | Möckleby 1:1 |      | |
| Svarteberga borg  | 56°50′31″N 16°41′07″Ö / 56.84196°N 16.68523°Ö | 111:1        |      | |
| Sandby borg       | 56°33′09″N 16°38′21″Ö / 56.55253°N 16.63926°Ö | 45:1         |      | |
| Träbyborg         | 56°21′19″N 16°30′22″Ö / 56.35528°N 16.50622°Ö | 22:1         |      | |
| Lenstad borg      | 56°37′25″N 16°33′25″Ö / 56.6236°N 16.55704°Ö  | 9:1          |      | |
| Sörby borg        | 56°50′50″N 16°45′54″Ö / 56.84733°N 16.76494°Ö |              |      | Möjligen en fornborg och i så fall den största på Öland även om få synliga spår återstår idag. I Fornsök registrerad som "Ingen antikvarisk bedömning". |